# Phoenix reclinata
 (février 2021).
Si vous disposez d'ouvrages ou d'articles de référence ou si vous connaissez des sites web de qualité traitant du thème abordé ici, merci de compléter l'article en donnant les références utiles à sa vérifiabilité et en les liant à la section « Notes et références ».
Espèce
Phoenix reclinata, en français Dattier du Sénégal, est une espèce de plantes à fleurs de la famille des Arecaceae (palmiers).
Cette espèce rappelle le palmier des Canaries, mais les troncs multiples sont généralement courbés, ce qui lui a également valu le nom botanique reclinata ("courbé" en latin).

## Habitat et distribution
L'espèce est originaire d'Afrique tropicale, de la péninsule arabique, de Madagascar et des Comores. Il serait également naturalisé en Floride, à Porto Rico, aux Bermudes et dans les îles sous le vent.

## Description
Phoenix reclinata est un palmier dioïque, produisant de multiples tiges de 7,5 à 15 m de hauteur et 30 cm de largeur. 
Le feuillage est penné et recourbé, atteignant 2,5 à 4,5 m de longueur et 0,75 m de largeur. La couleur des feuilles est brillante à vert foncé sur des pétioles de 30 cm avec de longues épines acérées à la base, avec 20 à 40 feuilles par couronne.

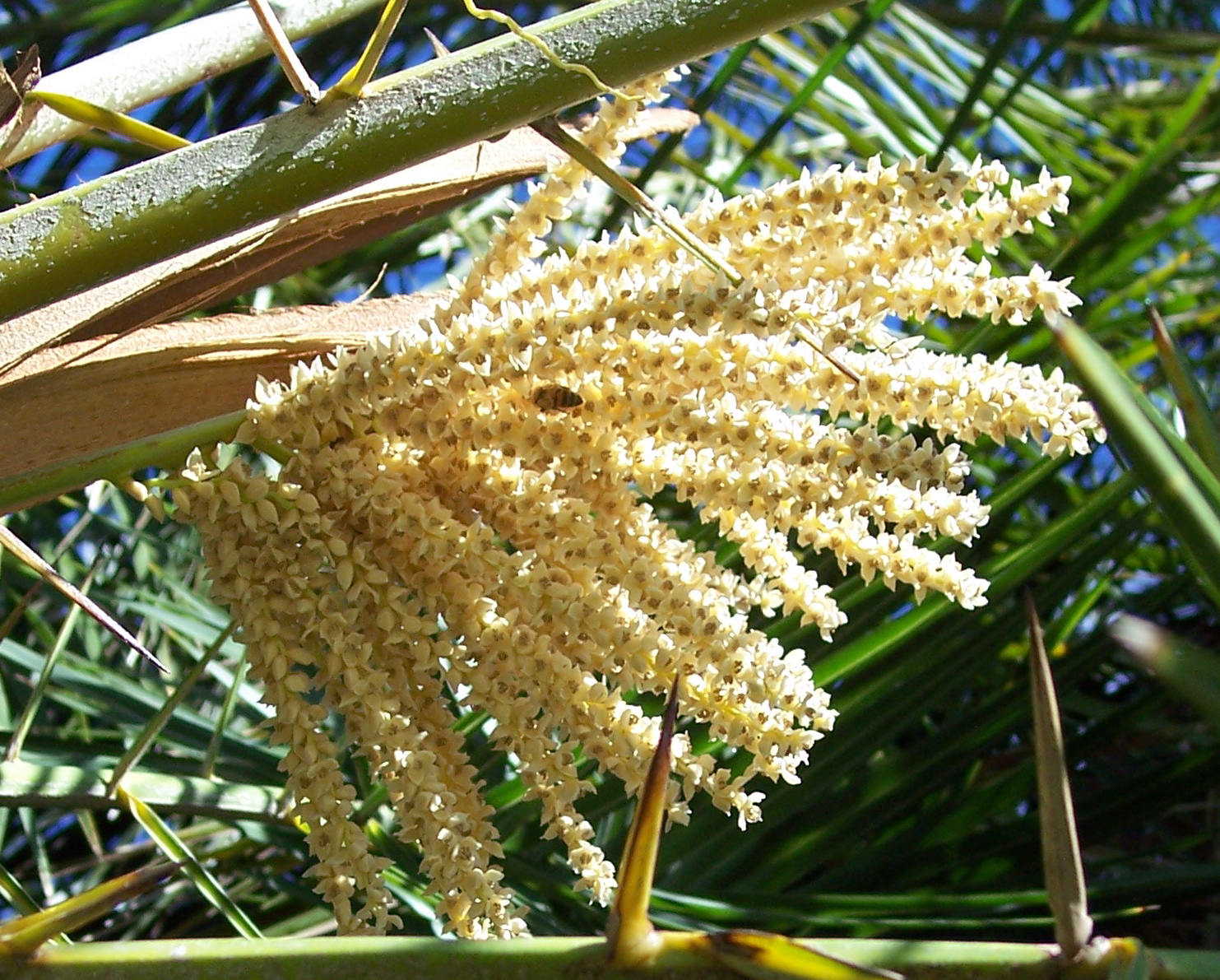
Inflorescence

Les plantes sont unisexuées et des inflorescences apparaissent au sommet de la tige du palmier. Les fleurons mâles sont d'un jaune pâle sale et tombent après la floraison; les femelles sont petites, globuleuses et jaune-vert.

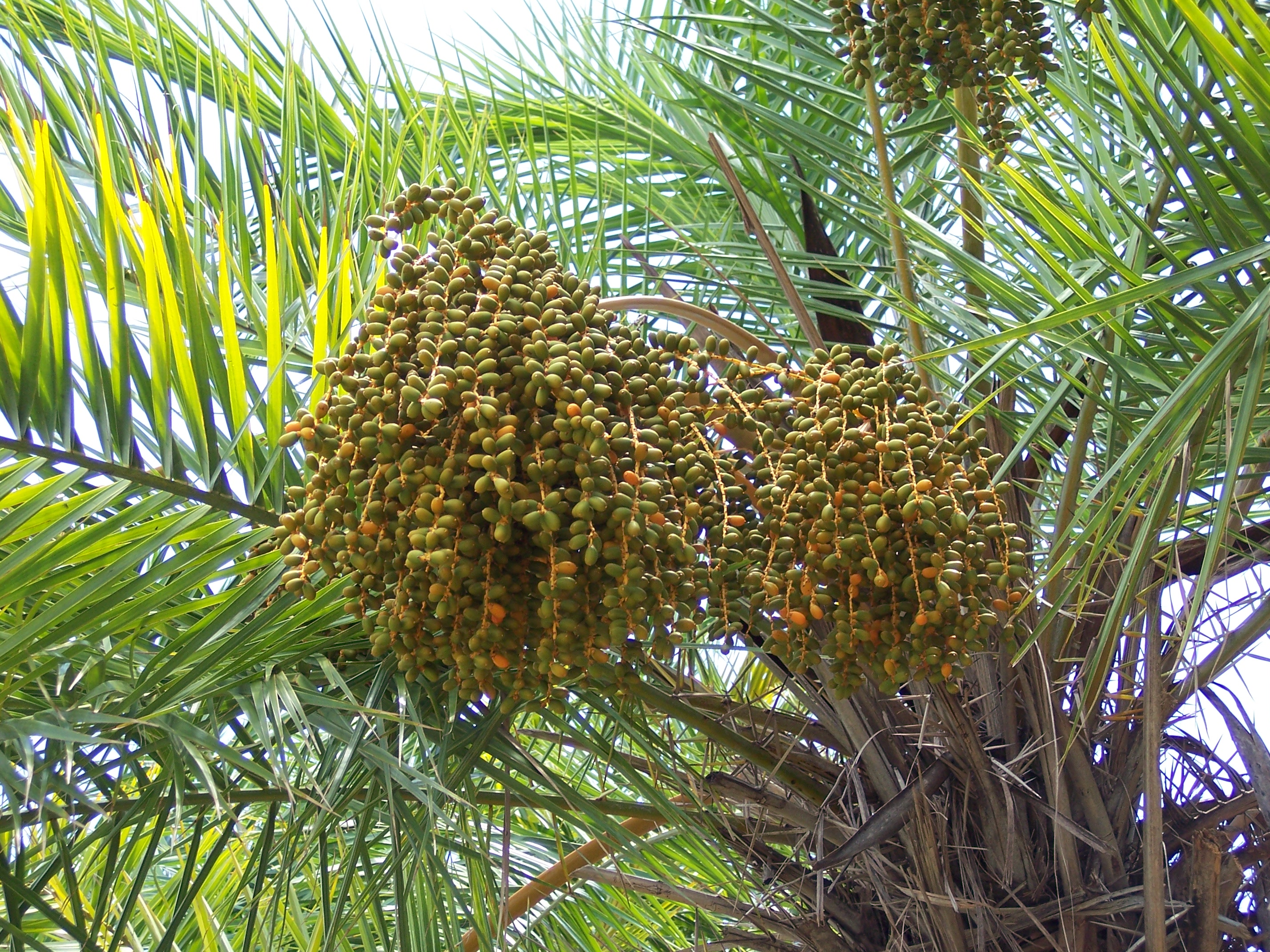
Fruits de P. reclinata

Cette espèce donne des fruits comestibles, oblongs, initialement verts et changeant de couleur de l'orange au brun rougeâtre à mesure qu'ils mûrissent. Les fruits sont portés en grandes grappes pendantes et contiennent chacun une graine. Ils ont une longueur de 12 à 18 mm et un diamètre de 7 à 8 mm.
Cette espèce peut supporter des températures très élevées, mais elle est très sensible au gel. Ce palmier peut également montrer une régénération étonnante grâce à l'intercroissance en forme de buisson des troncs.
Les palmiers du genre Phoenix s'hybrident facilement les uns avec les autres, ce qui entraîne des variations naturelles. Ils tolèrent généralement les embruns salés et la sécheresse modérée là où la nappe phréatique est en permanence élevée.

## Utilisation
En plus du fruit, qui attire autant les animaux que les humains, le cœur de palmier peut être consommé comme légume. Au KwaZulu-Natal et dans le delta de l'Okavango, au Botswana, la sève est exploitée peu avant la floraison pour produire du vin de palme. Les fibres des jeunes feuilles non ouvertes peuvent être utilisées pour fabriquer des tapis, des kilts et des balais. Les racines contiennent du tanin et peuvent être utilisées pour faire un colorant brun. Ils produisent également une gomme comestible. Le bois est léger et pas particulièrement utile.
Le palmier dattier sénégalais peut également être utilisé comme plante d'intérieur.

## Synonymes
Phoenix reclinata a pour synonymes :
- Fulchironia senegalensis Lesch.
- Phoenix abyssinica Drude
- Phoenix baoulensis A.Chev.
- Phoenix comorensis Becc.
- Phoenix djalonensis A.Chev.
- Phoenix dybowskii A.Chev.
- Phoenix equinoxialis Bojer
- Phoenix leonensis Lodd.
- Phoenix spinosa Schumach. & Thonn.